# Marcel Den Dikken
Marcel Den Dikken (Heemskerk, Hollandia, 1965. december 13. – ) holland nyelvész, az Eötvös Loránd Tudományegyetem Bölcsészettudományi Kar Angol–Amerikai Intézet kutatóprofesszora és a Nyelvtudományi Intézet tudományos tanácsadója.

## Életpályája
Marcel Den Dikken 1965. december 13-án született a hollandiai Heemskerkben.
1988-bant a Leideni Egyetemen szerzett angol nyelv és irodalom szakos diplomát. 1992-ben nyelvészetből megszerezte a PhD fokozatot.
Több holland egyetemen is  oktatott és kutatott (Leiden, Groningen, Amszterdam, Tilburg), majd 17 évig a City University of New York professzoraként tanított nyelvelméletet. Vendégtanárként dolgozott Los Angelesben, Párizsban, Amszterdamban és Szöulban is.
2015-ben az Eötvös Loránd Tudományegyetemen (ELTE) kutatóprofesszori kinevezést kapott. Szintén 2015-től a Magyar Tudományos Akadémia Nyelvtudományi Intézet tudományos tanácsadója.
Az ELTE Nyelvelméleti Kutatóközpont (NYEKK) társigazgatója.
A fő szakterülete a szintaxis és a morfológia viszonya. Itthon és külföldön is ismert és elismert tudós, aki számos fórumon, konferencián ad elő, és jelentős kutatói és szakmai kapcsolatokkal rendelkezik.
Tudományos és szakmai tevékenységébe beletartozik, hogy sok könyvet írt, számtalan kiadvány szerkesztésében aktívan részt vállalt, és a nyelvészeti szakirodalmat jó néhány monográfiával gazdagította. Számos doktori iskola köszönheti áldozatos munkáját itthon és külföldön egyaránt, és megannyi alkalommal végzett opponensi, illetve bíráló bizottsági feladatokat az MTA-nál, valamint jelentős hírű egyetemeken.
Marcel Den Dikken személye sok szálon kapcsolódik a magyar nyelvészeti kutatásokhoz, munkássága a tananyag része az ELTE-n.
Felesége 2016 óta Dékány Éva nyelvész.

## Szervezeti tagságok
- Holland Királyi Tudományos Akadémia levelező tag, 2008-tól[1]
- Libary Committee, Graduate Council, CUNY Graduate Center, 2004–2009

### Szerkesztőbizottsági tagságok
- Natural Language and Linguistic Theory, társszerkesztő (1996–2008), főszerkesztő (2008–2015)[2][3]
- Linguistic Inquiry, 2007[2][3]
- English Linguistics, 2015
- Natural Language & Linguistic Theory, 2015
- Lingua[2][3]
- Linguistic Variation[2][3]
- Syntax[2][3]
- the Linguistic Review[2][3]

## Művei

### Könyvei
- Particles (Oxford University Press, 1995)[4] ISBN 9780195091342
- Relators and linkers (MIT Press, 2006)[5] ISBN 9780262042314
- Generative Syntax (Cambridge University Press, 2013)[6] ISBN 9780511804571
- Dependency and Directionality (Cambridge University Press, 2018)[7] ISBN 9781316822821

### Cikkei
- 2007 den Dikken, Marcel: Phase Extension, THEORETICAL LINGUISTICS 33: (1) pp. 1-41.
- 2010 den Dikken, Marcel: On the functional structure of locative and directional PPs, In: Guglielmo, Cinque; Luigi, Rizzi (eds.) Mapping spatial PPs, Oxford University Press (2010) pp. 74-126.
- 2013 den Dikken, Marcel: Predication and specification in the syntax of cleft sentences, In: Katharina, Hartmann; Tonjes, Veenstra (eds.) Cleft structures, John Benjamins Publishing Company (2013) pp. 35-70.
- 2014 Dikken, Marcel den: On feature interpretability and inheritance, In: Peter, Kosta; Steven, L Franks; Teodora, Radeva-Bork; Lilia, Schürcks (szerk.) Minimalism and beyond, John Benjamins Publishing Company (2014) pp. 37-55.
- 2015 Den Dikken, Marcel: On the morphosyntax of (in)alienably possessed noun phrases, In: É., Kiss Katalin; Surányi, Balázs; Dékány, Éva (eds.) Approaches to Hungarian, John Benjamins Publishing Company (2015) pp. 121-145.
- 2017 Dikken, Marcel den: Specificational Copular Sentences and Pseudoclefts, In: M, Everaert; H, van Riemsdijk (eds.) The Blackwell Companion to Syntax (second edition), Wiley-Blackwell Publishing Ltd. (2017) pp. 292-409.
- 2017 Dikken, Marcel den, Surányi Balázs: Contrasting Contrastive Left-Dislocation Explications, LINGUISTIC INQUIRY 48: (7) pp. 543-584.